# تایتان‌های نوجوان: قرارداد یهودا
تایتان‌های نوجوان: قرارداد یهودا (انگلیسی: Teen Titans: The Judas Contract) یک فیلم ویدئویی پویانمایی در سبک ابرقهرمانی به کارگردانی سام لیو است که بر پایه قرارداد یهودا، اثر مارو وولفمن و جرج پرز ساخته شده و در سال ۲۰۱۷ منتشر شد. این بیست و هشتمین فیلم در مجموعه فیلم‌های پویانمایی دنیای دی‌سی به شمار می‌رود و دنبالهٔ لیگ عدالت در برابر تایتان‌های نوجوان (۲۰۱۶) است. 

## خلاصه داستان
شهر در سایه امن تایتان‌های نوجوان به سر می برد . اما این حالت شهر خیلی زود به پایان می رسد ، وقتی خلافکاری وحشتناک به نام دث‌استروک سایه وحشت و مرگ را به دل مردم می افکند و این وظیفه دیک گریسون ، بیست بوی ، دیمین وین ، استارفایر ، ریون (کمیک) ، بامبلبی (کمیک) ، والی وست ، و اسپیدی (کمیک) است که با او مبارزه کنند ...

## صداپیشگان
- استوارت آلن در نقش دیمین وین / رابین
- تیسا فارمیگا در نقش ریچل راث / ریون
- برندون سو هو در نقش گارفیلد لوگان / بیست بوی
- جیک تی. آستین در نقش جیمی ریس / بلو بیتل
- کاری والگرن در نقش کوریاند'ر / استارفایر
- شان ماهر در نقش دیک گریسون / نایت وینگ
- کریستینا ریچی در نقش تارا مارکوو / ترا
- میگوئل فرر در نقش اسلید ویلسون / دث‌استروک
- گرگ هنری در نقش سباستین بلاد / برادر بلاد
- مگ فاستر در نقش مادر میهم
- ماریا کانالز باررا در نقش بیانکا ریس
- کریسپین فریمن در نقش روی هارپر / اسپیدی
- ماساسا مویو در نقش کارن بیچر / بامبلبی
- کوین اسمیت در نقش خودش
- جیسون اسپیساک در نقش والی وست / کید فلش